# سليمان (تونس)
سليمان هي إحدى مدن الجمهورية التونسية، تقع في ولاية نابل.

## أعلام
- سفيان الشورابي
- عمار الخليفي
- صالح عزيز

### مواضيع ذات علاقة
- ولاية نابل.